# Scione albohirta
Scione albohirta är en tvåvingeart som beskrevs av Krober 1930. Scione albohirta ingår i släktet Scione och familjen bromsar. Inga underarter finns listade i Catalogue of Life.